# Municipio de Cuautitlán Izcalli
El municipio de Cuautitlán Izcalli, también conocido como Izcalli, es uno de los 125 municipios que componen al Estado de México, teniendo como cabecera a la ciudad homónima establecida en 1973. Desde 2020, es la quinta economía más importante del estado mexiquense.
Su territorio fue uno de los lugares habitados por sociedades indígenas durante el México prehispánico, hace más de dos mil años. Se ubica en la zona del Valle de México, y forma parte de la Zona Metropolitana de la Ciudad de México. Colinda al norte y noroeste con Tepotzotlán, al noreste y al este con Cuautitlán, al sur con Tlalnepantla de Baz, al sureste con Tultitlán, al suroeste con Atizapán de Zaragoza y al oeste con el municipio de Nicolás Romero.

## Historia

### Colonización
El lugar que hoy ocupa el municipio ha tenido existencia desde hace más de dos mil años, siendo en ese entonces habitado por grupos indígenas y cazadores nómadas, entre ellos teotihuacanos, toltecas, chichimecas, y olmecas. Con la derrota y caída de México-Tenochtitlan en 1521, el reino de España ejerció su poder en las regiones recién conquistadas. Hernán Cortés encomendó el entonces poblado de Cuautitlán a Alonso de Ávila y este, a su hermano Gil González Dávila. Durante esta época, Cuautitlán fue uno de los primeros lugares donde los frailes franciscanos enseñaron su doctrina, debido a que en él reinaba un sobrino de Moctezuma Xocoyotzin, el señor de Tenayuca.

### Delimitación
En el periodo de la guerra de independencia, a efecto de control por los españoles, la participación de los «rebeldes» en la contienda, se emitió una proclama al subdelegado de Cuautitlán, donde se ofrecía la gracia del indulto a todo aquel que perteneciera a su jurisdicción y que participara en el movimiento. Ya promulgada, en 1827, la Constitución Política del Estado Libre y Soberano de México, la Junta Departamental decretó el 23 de diciembre de 1837 que el departamento de México se dividiera en 13 distritos, de los cuales el cuarto fue el de Cuautitlán.
En 1855, se delimitaron nueve distritos y 33 partidos, de los cuales el quinto distrito denominado Tlalnepantla, se constituía por esa localidad, Cuautitlán, y Zumpango. La historia y ubicación estratégica dieron origen a los trece pueblos originarios del municipio: Axotlán, San Juan Atlamica, La Aurora, Santa Bárbara Tlacatecpan, San José Huilango, San Lorenzo Río Tenco, San Mateo Ixtacalco, San Martin Tepetlixpan, Santa María Tianguistengo, San Francisco Tepojaco, Santiago Tepalcapa, El Rosario, y San Sebastián Xhala.

### Inicios industriales
Para mantener a los obreros cerca de las diversas fábricas que florecieron en la ciudad, especialmente en el pueblo de La Aurora, se construyeron 225 casas de adobe o de tabicones de tepetate alrededor de las instalaciones conocidas como rancherías. Contaban con servicios como: agua potable, drenaje, baños, una tienda de raya llamada «La Vizcaya», una escuela (se les proporcionaban útiles como cuadernos, lápices, libros), calles y carros de pasaje para su transporte. La Vizcaya fue la primera fábrica que hubo en este rumbo de Cuautitlán y que embarcaba productos por ferrocarril.

### 1961-1971
El 1 de abril de 1961, La Vizcaya cerró debido a la competencia que surgió en aquellos tiempos con la elaboración de productos derivados del petróleo, lo cual mermó la venta y distribución de los costales de fibras naturales. En 1965, Gonzalo Monroy Ortega, entonces presidente municipal de Cuautitlán, solicitó a la Legislatura Local desapareciera la colonia de La Aurora para formar parte del pueblo de la Aurora, pero dicha solicitud no tuvo respuesta positiva debido a que los dos poblados se encuentran separados solo por un canal.

### 1971-presente
El 31 de julio de 1971, dejando atrás el nombre de Cuautitlán y reestableciendo al municipio como Cuautitlán Izcalli, el presidente Luis Echeverría Álvarez colocó la primera piedra para la construcción de la ciudad de Cuautitlán Izcalli. La creación oficial de una ciudad en este municipio se dio el 22 de junio de 1973, y con ello, se estableció Infonavit Norte, la primera colonia del municipio.
Una vez concretada la designación de la capital del municipio, la administración política inicial de la entidad fue encabezada por el licenciado Gabriel Marcelino Ezeta Moll, quien inició sus actividades con un limitado presupuesto, que, hasta finales de 1973, ascendió a 3 millones 103 mil 166 pesos.
En 2020, durante la gestión gubernamental de Ricardo Núñez Ayala, el municipio se posicionó como la quinta economía más importante del Estado de México.
En 2023, el gobernador del Estado de México Alfredo del Mazo Maza, en su año de término como gobernante, inauguró dos nuevas construcciones como parte del municipio y la ciudad homónima del mismo, incluyendo los juzgados Lago de Guadalupe, y la línea Metropolitana y tanque de agua Providencia. Esta última obra llevó diez años en ser finalizada debido a su estimación en proveer con agua a colonias tanto del Estado de México como de Ciudad de México.
En julio de 2024, se convirtió en el primer municipio del Estado de México en contar con un «Expediente Electrónico Único» para la realización de trámites y servicios ciudadanos.

## Escudo
El escudo del municipio se encuentra formado por un triángulo de color rojo, fragmentado en el centro de cada uno de sus lados y con las puntas redondeadas, que representa la conjunción de los municipios de Cuautitlán, Tepotzotlán y Tultitlán. Al interior del triángulo destaca un círculo blanco con ramificaciones hacia cada uno de los lados que lo conforman. Moldeando una sola imagen, aparecen integradas una letra «C», en color verde, y una letra «I», en color negro.

## Geografía

### Colonias
Las colonias del municipio se enlistan a continuación:
- Adolfo López Mateos
- Ampliación Ejidal San Isidro
- Arboledas de San Miguel
- Arcos de la Hacienda
- Arcos del Alba
- Atlanta primera sección
- Atlanta segunda sección
- Axotlán
- Bellavista
- Bosques de la Hacienda primera sección
- Bosques de la Hacienda segunda sección
- Bosques de la Hacienda tercera sección
- Bosques del Alba I
- Bosques del Alba II
- Bosques del Lago
- Bosques de Morelos
- Bosques de Xhala
- Campestre del Lago
- Campo Uno
- Claustros de San Miguel
- Cofradía de San Miguel
- Cofradía de San Miguel II
- Cofradía de San Miguel III
- Cofradía de San Miguel IV
- Colinas del Lago
- Complejo Industrial Cuamatla
- Conjunto Urbano La Piedad
- CTM
- Centro Urbano
- Cumbre Norte
- Cumbria
- Del Río
- Ejidal San Isidro
- El Cerrito
- Elite Plaza
- El Rosario
- El Sabino
- El Socorro
- El Tikal
- Ensueños
- Ex Hacienda de San Miguel
- Ferrocarrilera
- Fidel Velázquez
- Francisco Villa
- Fuentes del Bosque
- Fuentes del Tepeyac
- Generalísimo José María Morelos y Pavón
- Generalísimo José María Morelos y Pavón Sur
- Granjas Lomas de Guadalupe
- Hacienda del Parque primera sección
- Hacienda del Parque segunda sección
- Halcón Oriente
- Parque Industrial Xhala
- Infonavit Centro
- Infonavit Norte primera sección
- Infonavit Norte segunda sección
- Infonavit Norte Consorcio
- Infonavit Sur (Niños Héroes)
- Infonavit Tepalcapa
- Jardines de la Hacienda Norte
- Jardines de la Hacienda Sur
- Jardines del Alba
- Jardines de San Miguel
- Jardines de San Miguel lll
- Jorge Jiménez Cantú
- Joyas del Alba
- La Aurora
- La Capilla
- La Conasupo
- La Era
- Lago de Guadalupe
- La Joyita
- La Perla
- La Piedad
- La Piedad Fase A
- La Presita
- La Quebrada Ampliación
- La Quebrada Centro
- Las Ánimas
- Las Auroritas
- Las Conchitas
- Las Gaviotas
- Las Huertas
- Las Mariposas
- Liverpool
- Loma Bonita
- Lomas del Bosque
- Lomas de los Ángeles
- Lomas de San Francisco Tepojaco
- Los Ailes
- Los Pájaros
- Los Pinos
- Luis Echeverría
- México
- Mirador Santa Rosa
- Nopaltepec
- Parque Industrial Cuautitlán
- Parque Industrial La Joya
- Parque Industrial La Luz
- Paseo de los Jardines
- Paseos de Izcalli
- Paseos del Encanto
- Plan de Guadalupe
- Plan Maestro San Martín Obispo
- Plaza Dorada
- Punta Norte
- Residencial La Joya
- Residencial La Luz
- Residencial Los Lirios
- Rinconada Cuautitlán
- Rinconada San Miguel
- Rincón Colonial
- Rincón del Bosque
- San Antonio
- San Francisco Tepojaco
- San Isidro
- San José Buenavista
- San José Huilango
- San Juan Atlamica
- San Lorenzo Río Tenco
- San Marcos Cuamatla
- San Martín Obispo
- San Martín Tepetlixpan
- San Pablo de los Gallos
- San Sebastián Xhala
- Santa Bárbara
- Santa María Guadalupe (La Quebrada)
- Santa María Guadalupe Las Torres primera sección
- Santa María Guadalupe Las Torres segunda sección
- Santa María Tianguistengo
- Santa Rosa de Lima
- Santiago Tepalcapa
- Sección Parques
- Torres Álgibe
- Tres de Mayo
- Tres Picos
- Tulipanes
- Unidad Cívica Bacardi
- Urbi Hacienda Balboa
- Urbi Quinta Montecarlo
- Valle de la Hacienda
- Valle de las Flores
- Valle Esmeralda
- Villas del Sol
- Viveros 2

### Pueblos
Una vez establecido el municipio, se integraron 13 pueblos originales:
| Nombre                    | Significado                                                                              |
| ------------------------- | ---------------------------------------------------------------------------------------- |
| San Juan Atlamica         | «Lugar de ahogados»                                                                      |
| Axotlán                   | Dudoso, pueden ser muchos, el más probable es «junto al agua brotante»                   |
| La Aurora                 | Se desconoce el motivo de su nombre, pero se cree que es en alusión al fenómeno natural  |
| El Rosario                | Alusivo al acto católico religioso del mismo nombre                                      |
| San José Huilango         | Originalmente, el nombre es huilani, lo que significa «lugar de huilotas»                |
| San Mateo Ixtacalco       | «En la casa de la sal»                                                                   |
| San Lorenzo Río Tenco     | «A la orilla del río»                                                                    |
| Santiago Tepalcapa        | «Sobre los tepalcates»                                                                   |
| San Martin Tepetlixpan    | «Frente al monte»                                                                        |
| San Francisco Tepojaco    | El significado más bien es ideográfico; el más seguro es «lugar de las piedras arenosas» |
| Santa María Tianguistengo | «En la orilla del mercado»                                                               |
| Santa Bárbara Tlacatecpan | «Palacio de los nobles»                                                                  |
| San Sebastián Xhala       | Originalmente, es Xala, y significa «arenal»; con la X, se forma «el arenal»             |

### Ubicación y accesos
El municipio de Cuautitlán Izcalli se localiza en la parte noroeste de la Cuenca de México. Tiene una extensión territorial de 109.924 km².
Su ubicación se encuentra a lo largo del cordón de infraestructura formado por la autopista México-Querétaro, México-Pachuca, México-Puebla, Chamapa-Lechería, y Peñón-Texcoco, con lo que quedan comunicadas una gran cantidad de zonas conurbadas mediante autopistas de altas especificaciones, e integradas a su vez, hacia las regiones de Toluca, Puebla, Hidalgo y Querétaro. Izcalli también está comunicado con el Tren Suburbano.
Tiene cuatro accesos: la entrada de la avenida Constitución, avenida Chalma, avenida Adolfo López Mateos avenida México Cuautitlán. Las autoridades de Cuautitlán Izcalli, en coordinación con el gobierno del Estado de México, construyeron el puente de la James Watt, lo que incrementó en un 75 por ciento el aforo de vehículos en el ingreso por la autopista México-Cuautitlán.

### Hidrografía
Las principales corrientes de agua en Izcalli son el río Cuautitlán, que atraviesa una extensión aproximada de 40 km del territorio municipal, y el río Hondo de Tepotzotlán. Los primordiales cuerpos de agua del municipio son:
- Laguna la Piedad
- Lago Espejo de los Lirios[51]
- Laguna de Axotlán

#### Lago de Guadalupe
El lago de Guadalupe es una presa que se construyó entre 1936 y 1943, para el control de inundaciones y riego. Se extiende a lo largo de 348 hectáreas, estando a 2.200 metros de altura sobre el nivel del mar. Pertenece a la cuenca del río Moctezuma.
La presa es el segundo cuerpo de agua más importante del Valle de México, y es abastecida por los ríos Cuautitlán, Xinte y San Pedro. A partir del 2006, como resultado de la muerte de cientos de peces entre los meses de mayo de 2004 y febrero de 2005, se creó la Comisión de Cuenca Presa Guadalupe, con el objetivo de restaurar los recursos naturales de esta subcuenca, además de promover el desarrollo sustentable, teniendo como principal eje este recurso hídrico.

### Ecosistemas

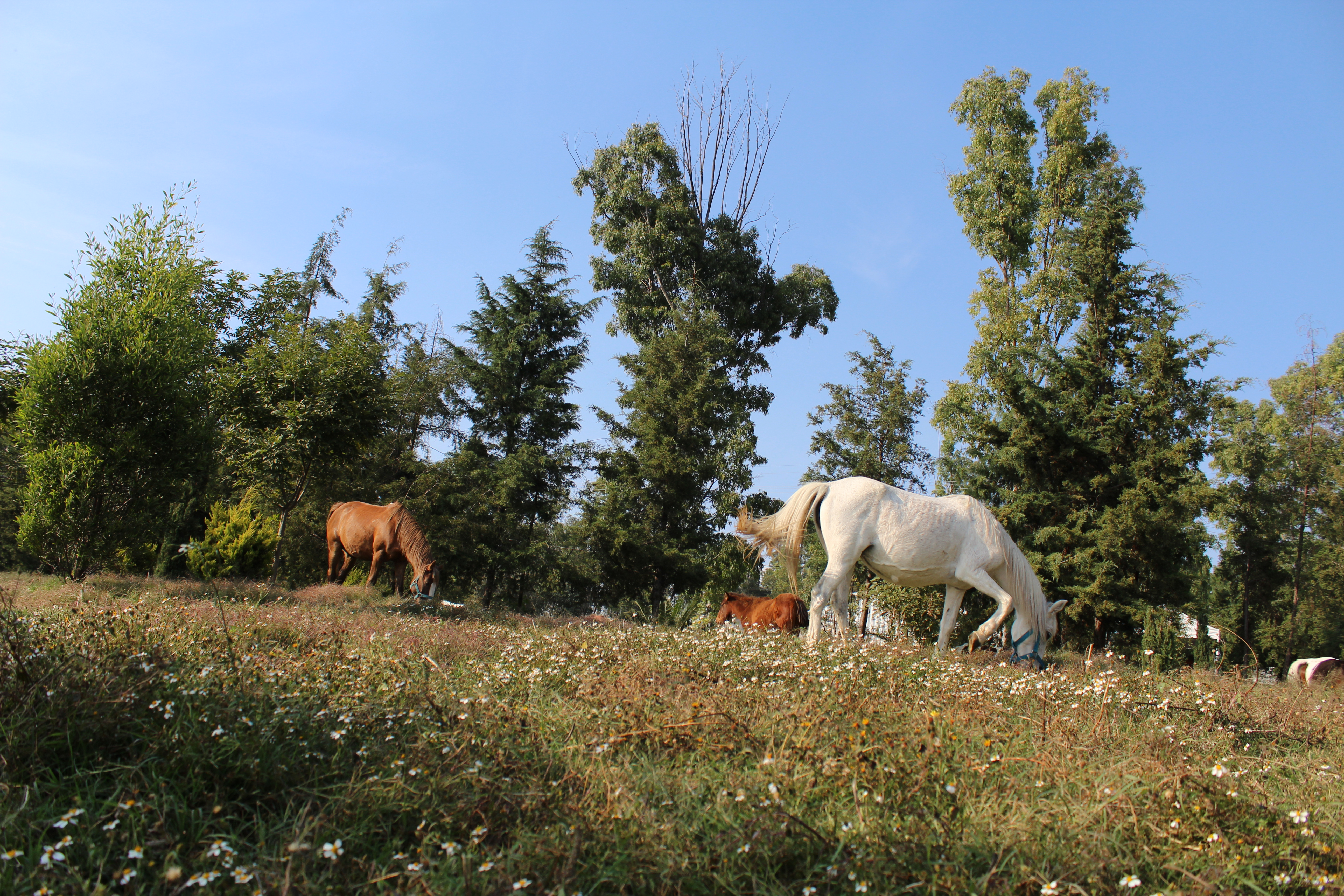
Caballos alrededor del lago de Guadalupe, en 2014.

El municipio cuenta con una gran variedad de vegetación, principalmente constituida por bosques y pastizales. Los primeros ocupan una superficie del territorio de aproximadamente 451 hectáreas. La razón principal por la que el municipio cuenta con varias áreas verdes, se debe a que los terrenos de construcción iniciales para la ciudad eran mayormente abarcados por pastizales.

### Áreas naturales
La presa de Guadalupe es un área natural protegida que se comparte con Nicolás Romero, un municipio vecino de Izcalli. Por ser un área protegida con categoría de parque estatal, es de competencia y jurisdicción exclusiva del Estado de México, por lo que lo administra la Secretaría del Medio Ambiente del Gobierno del Estado de México, a través de la Comisión Estatal de Parques Naturales y de la Fauna (CEPANAF).
Otra área natural del municipio es la laguna de Axotlán, un cuerpo de agua localizado en el pueblo del mismo nombre.